# Феннел, Эмиральд
Эмиральд Лилли Феннел (/fɪˈnɛl/;англ. Emerald Lilly Fennell; род. 1 октября 1985, Лондон, Великобритания) — английская актриса, режиссёр, продюсер и сценарист. Стала известной благодаря ролям в фильмах и телесериалах: «Таинственный Альберт Ноббс» (2011), «Анна Каренина» (2012), «Девушка из Дании» (2015), «Вита и Вирджиния» (2018), «Вызовите акушерку» (2013—2017) и «Корона» (2019—2020).
Феннел также известна как шоураннер второго сезона телесериала «Убивая Еву» (2019), который принес ей две номинации на Прайм-таймовую премию «Эмми». В 2020 году она дебютировала в качестве режиссёра фильма «Девушка, подающая надежды» (2020), за который получила премию «Оскар» за лучший оригинальный сценарий и две номинации на «Оскар» в категориях «Лучший фильм» и «Лучший режиссёр».

## Биография
Феннел родилась в лондонском районе Хаммерсмит. Образование получила в колледже Мальборо в Уилтшире. Затем она изучала английский язык в Грейфрайарсе (Оксфорд), где играла в университетских пьесах. Там её заметила Линди Кинг из United Agents.
Её сестра Коко Феннел — модельер. Родители — дизайнер ювелирных украшений Тео Феннел и писательница Луиза Феннел (урожденная МакГрегор).
В январе 2019 года стало известно, что Феннел напишет сценарий и выступит режиссёром комедийного триллера «Девушка, подающая надежды» с Кэри Маллиган в главной роли. Производство началось в марте. Феннел была на седьмом месяце беременности во время 23-дневной съемки. Премьера фильма состоялась в 2020 году на кинофестивале «Сандэнс» и был благосклонно принят критиками: по состоянию на апрель 2020 года рейтинг на сайте Rotten Tomatoes составляет 91 %. Она спродюсировала фильм совместно с Марго Робби и её компанией LuckyChap Entertainment. На 93-й церемонии вручения премии «Оскар» фильм заработал 5 номинаций, в том числе «Лучший фильм», «Лучший режиссёр» и «Лучшая актриса». Феннел стала одной из семи женщин и первой британкой, получившей номинацию в категории «Лучший режиссёр».
22 марта 2021 года стало известно, что Феннел было предложено написать сценарий к фильму «Затанна» для Warner Brothers, действие которого происходит в расширенной вселенной DC.
В июле 2024 года стало известно, что её следующим фильмом станет экранизация романа Эмили Бронте «Грозовой перевал». Было объявлено, что Марго Робби и Джейкоб Элорди исполнят роли Кэти и Хитклиффа соответственно.

## Личная жизнь
Муж Феннел — режиссёр и продюсер Крис Вернон. У пары есть сын, родившийся в 2019 году. Она подтвердила, что беременна вторым ребёнком на 93-й церемонии вручения премии Оскар в апреле 2021 года.

## Фильмография

### Кинематограф
| Год  | Название                       | Роль                          | Актёр | Режиссёр | Продюсер | Сценарист |
| ---- | ------------------------------ | ----------------------------- | ----- | -------- | -------- | --------- |
| 2010 | «Мистер Ганджубас»             | Рэйчел                        | Да    | Нет      | Нет      | Нет       |
| 2011 | «Таинственный Альберт Ноббс»   | Миссис Смит-Уиллард           | Да    | Нет      | Нет      | Нет       |
| 2012 | «Анна Каренина»                | Лиза Меркалова, подруга Бетси | Да    | Нет      | Нет      | Нет       |
| 2015 | «Девушка из Дании»             | Эльза                         | Да    | Нет      | Нет      | Нет       |
| 2015 | «Пэн: Путешествие в Нетландию» | Коммандер                     | Да    | Нет      | Нет      | Нет       |
| 2018 | «Вита и Вирджиния»             | Ванесса Белл                  | Да    | Нет      | Нет      | Нет       |
| 2018 | Careful How You Go             | None                          | Нет   | Да       | Нет      | Да        |
| 2020 | «Девушка, подающая надежды»    | ведущая видеоурока            | Да    | Да       | Да       | Да        |
| 2023 | «Солтберн»                     |                               | Нет   | Да       | Да       | Да        |
| 2025 | «Балерина»                     |                               | Нет   | Нет      | Нет      | Да        |
| 2025 | «Грозовой перевал»             |                               | Нет   | Да       | Да       | Да        |

### Телевидение
| Год       | Название                  | Роль               | Актёр | Режиссёр | Продюсер | Сценарист | Notes                                 |
| --------- | ------------------------- | ------------------ | ----- | -------- | -------- | --------- | ------------------------------------- |
| 2007      | «Испытание и возмездие»   | Шина               | Да    | Нет      | Нет      | Нет       | Эпизод: «Sins of the Father — Part 1» |
| 2010      | «Новые трюки»             | Вики (регистратор) | Да    | Нет      | Нет      | Нет       | Эпизод: «Coming Out Ball»             |
| 2010      | «Сердце всякого человека» | Лотти              | Да    | Нет      | Нет      | Нет       | 3 эпизода                             |
| 2011-2013 | «Юнцы»                    | Агнес              | Да    | Нет      | Нет      | Нет       | 7 эпизодов                            |
| 2013      | «Замок Бландингс»         | Моника Симмонс     | Да    | Нет      | Нет      | Нет       | Эпизод: «Problem with Drink»          |
| 2013      | «Леди исчезает»           | Леди исчезает      | Да    | Нет      | Нет      | Нет       | Телефильм                             |
| 2013      | Murder on the Home Front  | Исси Куэннелл      | Да    | Нет      | Нет      | Нет       | Телефильм                             |
| 2013-2017 | «Вызовите акушерку»       | Петси Маунт        | Да    | Нет      | Нет      | Нет       | 27 эпизодов                           |
| 2016      | «Дрифтеры»                | Лиззи              | Да    | Нет      | Нет      | Да        | Эпизод: «Halloween»                   |
| 2017      | Виктория                  | Ада Лавлейс        | Да    | Нет      | Нет      | Нет       | Эпизод: «Green Eyed Monster»          |
| 2019      | «Убивая Еву»              | None               | Нет   | Нет      | Да       | Да        |                                       |
| 2019-2020 | Корона                    | Камилла Шанд       | Да    | Нет      | Нет      | Нет       | 7 эпизодов                            |

## Награды и номинации
| Год  | Награда                                                   | Категория                                                     | Работа                                 | Итог      | Прим.         |
| ---- | --------------------------------------------------------- | ------------------------------------------------------------- | -------------------------------------- | --------- | ------------- |
| 2018 | Кинофестиваль «Сандэнс»                                   | Short Film Grand Jury Prize                                   | Careful How You Go                     | Номинация | [ 25 ]        |
| 2019 | Прайм-таймовая премия «Эмми»                              | Лучший драматический сериал                                   | «Убивая Еву»                           | Номинация | [ 25 ]        |
| 2019 | Прайм-таймовая премия «Эмми»                              | Лучший сценарий драматического сериала                        | «Убивая Еву» (Эпизод: «Nice and Neat») | Номинация | [ 25 ]        |
| 2020 | USC Scripter Award                                        | Телевидение                                                   | «Убивая Еву» (Эпизод: «Nice and Neat») | Номинация | [ 25 ]        |
| 2021 | Премия Австралийской академии кинематографа и телевидения | Лучший фильм                                                  | «Девушка, подающая надежды»            | Победа    | [ 26 ]        |
| 2021 | Премия Австралийской академии кинематографа и телевидения | Лучший режиссёр                                               | «Девушка, подающая надежды»            | Номинация | [ 26 ]        |
| 2021 | Премия Австралийской академии кинематографа и телевидения | Лучший сценарий                                               | «Девушка, подающая надежды»            | Номинация | [ 26 ]        |
| 2021 | «Оскар»                                                   | Лучший фильм                                                  | «Девушка, подающая надежды»            | Номинация | [ 27 ]        |
| 2021 | «Оскар»                                                   | Лучший режиссёр                                               | «Девушка, подающая надежды»            | Номинация | [ 27 ]        |
| 2021 | «Оскар»                                                   | Лучший оригинальный сценарий                                  | «Девушка, подающая надежды»            | Победа    | [ 27 ]        |
| 2021 | Премия Ассоциации кинокритиков Остина                     | Лучший режиссёр                                               | «Девушка, подающая надежды»            | Номинация | [ 28 ]        |
| 2021 | Премия Ассоциации кинокритиков Остина                     | Лучший оригинальный сценарий                                  | «Девушка, подающая надежды»            | Номинация | [ 28 ]        |
| 2021 | Премия BAFTA                                              | Лучший фильм                                                  | «Девушка, подающая надежды»            | Номинация | [ 29 ]        |
| 2021 | Премия BAFTA                                              | Лучший британский фильм года                                  | «Девушка, подающая надежды»            | Победа    | [ 29 ]        |
| 2021 | Премия BAFTA                                              | Лучший оригинальный сценарий                                  | «Девушка, подающая надежды»            | Победа    | [ 29 ]        |
| 2021 | Премия «Выбор критиков»                                   | Лучший фильм                                                  | «Девушка, подающая надежды»            | Номинация | [ 30 ]        |
| 2021 | Премия «Выбор критиков»                                   | Лучший режиссёр                                               | «Девушка, подающая надежды»            | Номинация | [ 30 ]        |
| 2021 | Премия «Выбор критиков»                                   | Лучший оригинальный сценарий                                  | «Девушка, подающая надежды»            | Победа    | [ 30 ]        |
| 2021 | Премия Гильдии режиссёров Америки                         | Лучшая режиссёр — полнометражный фильм                        | «Девушка, подающая надежды»            | Номинация | [ 31 ]        |
| 2021 | Премия «Дориан»                                           | Лучший фильм                                                  | «Девушка, подающая надежды»            | Номинация | [ 32 ]        |
| 2021 | Премия «Дориан»                                           | Лучший режиссёр                                               | «Девушка, подающая надежды»            | Номинация | [ 32 ]        |
| 2021 | Премия «Дориан»                                           | Лучший сценарий                                               | «Девушка, подающая надежды»            | Победа    | [ 32 ]        |
| 2021 | Премия «Золотой глобус»                                   | Лучший драматический фильм                                    | «Девушка, подающая надежды»            | Номинация | [ 33 ]        |
| 2021 | Премия «Золотой глобус»                                   | Лучшая режиссёрская работа                                    | «Девушка, подающая надежды»            | Номинация | [ 33 ]        |
| 2021 | Премия «Золотой глобус»                                   | Лучший сценарий                                               | «Девушка, подающая надежды»            | Номинация | [ 33 ]        |
| 2021 | Премия Ассоциации голливудских критиков                   | Лучшая женщина-режиссёр                                       | «Девушка, подающая надежды»            | Номинация | [ 34 ] [ 35 ] |
| 2021 | Премия Ассоциации голливудских критиков                   | Лучший сценарий                                               | «Девушка, подающая надежды»            | Победа    | [ 34 ] [ 35 ] |
| 2021 | Премия Ассоциации голливудских критиков                   | Лучший первый полнометражный фильм                            | «Девушка, подающая надежды»            | Победа    | [ 34 ] [ 35 ] |
| 2021 | Премия Ассоциации голливудских критиков                   | Награда начинающему режиссёру                                 | н/д                                    | Победа    | [ 34 ] [ 35 ] |
| 2021 | Премия «Независимый дух»                                  | Лучший режиссёр                                               | «Девушка, подающая надежды»            | Номинация | [ 36 ]        |
| 2021 | Премия «Независимый дух»                                  | Лучший сценарий                                               | «Девушка, подающая надежды»            | Победа    | [ 36 ]        |
| 2021 | Премия Гильдии продюсеров США                             | Лучший кинофильм                                              | «Девушка, подающая надежды»            | Номинация | [ 37 ]        |
| 2021 | Премия «Спутник»                                          | Авторская награда                                             | «Девушка, подающая надежды»            | Победа    | [ 38 ]        |
| 2021 | Премия «Спутник»                                          | Лучший оригинальный сценарий                                  | «Девушка, подающая надежды»            | Победа    | [ 38 ]        |
| 2021 | Премия Гильдии сценаристов США                            | Лучший оригинальный сценарий                                  | «Девушка, подающая надежды»            | Победа    | [ 39 ]        |
| 2021 | Премия Гильдии киноактёров США                            | Лучший актёрский состав в драматическом сериале               | «Корона»                               | Победа    | [ 40 ]        |
| 2021 | Прайм-таймовая премия «Эмми»                              | Лучшая женская роль второго плана в драматическом телесериале | «Корона»                               | Номинация | [ 41 ]        |